# Nusa Ina FC
	Nusa Indonesia Football Club, kortweg Nusa Ina FC, was een  Indonesische voetbalclub uit Ambon, opgericht in 1997. Nusa Ina FC speelde haar thuiswedstrijden in het Mandala Remaja stadion. De uitrusting van de Ambonese schildpadden bestond voornamelijk uit een rood tenue. Vanaf juli 2017 werd de club ontbonden. 
De club was eigendom van de zakenman Sihar Sitorus, die eveneens eigenaar was van Pro Duta FC uit Medan, waarmee de club een samenwerkingsverband had. De clubeigenaar trok in juli 2017 beide clubs terug uit de competities van de PSSI, omdat naar zijn inziens de nieuwe competities zowel sportief en financieel niet aantrekkelijk genoeg werden geacht. Vlak daarna werden de clubs ontbonden en richtte clubeigenaar Sitorus zijn aandacht vanaf 2018 volledig op de Belgische voetbalclub FCV Dender EH.

## Erelijst
| Competitie                      | Winnaar | Winnaar          | Runner up | Runner up |
| Competitie                      | Aantal  | Jaren            | Aantal    | Jaren     |
| ------------------------------- | ------- | ---------------- | --------- | --------- |
| Indonesische voetbalbond (PSSI) |         |                  |           |           |
| Divisi Dua (Vierde niveau)      | 1×      | 2012             |           |           |
| Afdeling Molukken (PSSI)        |         |                  |           |           |
| Moluks voetbalkampioenschap     | 3×      | 2010, 2012, 2016 | -         | -         |